# Августали
Августали (лат. Augustales) 
1) колегія жерців, яку заснував імператор Август для відправляння культу ларів і пенатів. 
До складу колегії могли входити й вільновідпущені, чимало з яких добивалося цього за допомогою грошей; 
2) клас жерців, що його запровадив Тиберій для віддавання божественних почестей Августові та родові Юліїв. 
Складався з 21 особи, які звалися sodales Augustales — «товариші Августа»; їх обирали з вельможних римських родин; 
3) ігри (лат. Augustales), запроваджені на честь Августа в Римі й провінціях.